# Khởi Nghĩa
Khởi Nghĩa là một xã thuộc huyện Tiên Lãng, thành phố Hải Phòng, Việt Nam.
Xã Khởi Nghĩa có diện tích 5,42 km², dân số năm 1999 là 5732 người, mật độ dân số đạt 1058 người/km².